# 天壇東門駅
天壇東門駅（てんだんひがしもんえき）は中華人民共和国北京市に位置する北京地下鉄5号線の駅。駅番号は公開されていません。

## 歴史
- 2007年10月7日 - 開業。

## 隣の駅
北京地下鉄
■5号線
蒲黄楡駅 - 天壇東門駅 - 磁器口駅
| スタブアイコン | サブスタブ | この項目は、まだ閲覧者の調べものの参照としては役立たない、鉄道に関連した書きかけの項目です。この項目を加筆・訂正などしてくださる協力者を求めています（P:鉄道/PJ:鉄道）。 |

座標: 北緯39度52分56秒 東経116度24分52秒 / 北緯39.88233度 東経116.41457度